# Las muy ricas horas del Duque de Berry
Las muy ricas horas del Duque de Berry (francés: Les Très Riches Heures du Duc de Berry o Les Très Riches Heures) es un libro de horas profusamente iluminado, escrito en latín, realizado por el taller de los hermanos Herman, Paul y Johan Limbourg hacia 1410, por encargo del duque Juan I de Berry. Se conserva en el Museo Condé en Chantilly, Francia (en el inventario Ms. 65).
Considerado el manuscrito iluminado más importante del siglo xv, apodado le roi des manuscrits enluminés (el rey de los manuscritos ilustrados), quedó inacabado luego de la muerte, probablemente por peste, de los tres pintores y de su patrocinador. En 1440, cuando el libro estaba en posesión de Renato I de Nápoles, un pintor anónimo terminó algunas miniaturas del calendario, concretamente las miniaturas de los meses de marzo, junio, julio, septiembre, octubre y diciembre, que posteriormente se atribuyeron a Barthélemy van Eyck.
El pintor Jean Colombe terminó la obra en su totalidad, a nombre de la Casa de Saboya, entre 1485 y 1486. Fue adquirido por Enrique de Orleans, duque de Aumale en 1856, y se conservó por años en su Palacio de Chantilly, donde se encuentra el Museo Condé, en la actualidad.
De un total de 206 folios, el manuscrito contiene 66 miniaturas grandes y 65 pequeñas, y 300 letras capitales doradas y 1800 cenefas doradas. El diseño del libro, largo y complejo, destaca por sus raros pigmentos y por la fuerte influencia del arte italiano y antiguo, ha sido objeto de muchas modificaciones y pérdidas, y ha ganado una gran reputación durante los siglos XIX y XX, a pesar de exhibirse muy poco al público. Por sus decorados y miniaturas, así como por sus márgenes y caligrafía, se ha atribuido a múltiples artistas, muchos de estos provenientes de los Países Bajos, pero de número indeterminado.
Las miniaturas del texto ayudaron a dar forma a una imagen ideal de la Edad Media en el imaginario colectivo. Este es particularmente el caso de los famosos folios del calendario, que representan escenas tanto campesinas como aristocráticas y elementos de notable arquitectura medieval, y por ello se le considera uno de los mejores exponentes de la pintura gótica internacional, a pesar de su pequeño tamaño (294 x 210 mm).

## Historia del manuscrito

### Hermanos Limbourg
La relación entre Juan, duque de Berry (tercer hijo del rey Juan II de Francia) y los hermanos Limbourg: Paul (o Pol), Jean (o Jannequin, Jehannequin o Hennequin) y Herman (o Herment), se remonta a 1405, cuando estos realizan el texto conocido como Las bellas horas de Jean de Berry, el primer libro de horas patrocinado por el duque, y que finalizan entre 1408 y 1409.
Juan se destacaba por ser bibliófilo y un gran amante del arte, lo que lo llevó a reunir una pequeña colección de manuscritos iluminados, entre los que figuran Las pequeñas horas de Jean de Berry (realizado entre 1375 y 1380 y 1385 y 1390), en la que le pidió a Paul Limbourg agregar una miniatura en 1412; Las muy bellas horas del Duque de Berry; Las grandes horas del Duque de Berry; y Las muy bellas horas de Notre Dame, en la que los Limbourg adicionaron al menos tres miniaturas.
Las condiciones de trabajo reservadas para los hermanos de Limbourg por el duque eran excepcionales: se beneficiaban de un contrato exclusivo y se alojaban en su castillo de Bicêtre, al sur de París, y luego en una lujosa mansión que el duque les ofreció en Bourges. De este modo, se ven excluidos de la competencia de otros talleres y podían desempeñar plenamente su trabajo.
El año de comienzo de la obra es incierto. Para Raymond Cazelles, antiguo conservador del museo Condé, los hermanos Limbourg comenzaron a trabajar en Las muy ricas horas en 1410; mientras que para Patricia Stirnemann, investigadora del Institut de recherche et d'histoire des textes, un pequeño detalle del texto indicaría que su redacción fue comenzada recién en 1411. En el folio 73, la letanía de los santos menciona a un "San Alberto" que, según Stirnemann, correspondería a Alberto de los Abate, oficialmente canonizado en 1476, pero cuya fiesta fue recién establecida en 1411 por la Orden Carmelita, con motivo de un capítulo general, siendo el manuscrito la primera evidencia de esta devoción.
En 1411, un texto atestigua que los hermanos Limbourg ya se encontraban al servicio del duque, y habrían permanecido bajo su servicio con seguridad hasta 1415. Las primeras iluminaciones están basadas en temas tomados de los Evangelios. Alrededor de 1413, la primera parte estaba lista, por lo que se continúa con las miniaturas del ciclo de la Pasión de Cristo, así como con cuatro miniaturas del calendario y una serie de ocho miniaturas, excepcionales por su tamaño y tema, entre las que se destacan el L'Homme anatomique y el Plan de Rome. 
Es difícil saber si los tres hermanos trabajaban juntos en las iluminaciones o se dividían el trabajo; aunque el según el historiador del arte Millard Meiss, habrían sido distribuidas: diecinueve serían de Paul, dieciséis de Jean y nueve de Herman. Sin embargo, esta hipótesis ha sido fuertemente criticada, en particular por François Avril, ex conservador de la Biblioteca Nacional de Francia. Cazelles prefiere distinguir anónimamente a los tres hermanos al designarlos con los nombres "Limbourg A" (¿Paul?), "Limbourg B" (¿Herman?) y "Limbourg C" (¿Jean?). Sin embargo, los tres desaparecen en 1416, probablemente como resultado de una epidemia de peste, sin que se completara el manuscrito y, en particular, las representaciones de los meses. Parte del manuscrito aún conserva huellas de esta abrupta detención: el folio 26 conserva el diseño de una flor y un pájaro sin colorear.
El 15 de junio del mismo 1416, su patrocinador murió. El inventario realizado tras su fallecimiento menciona al manuscrito en varios cuadernos organizados en una caja, estimando su precio en 500 libras turonenses; que, en comparación a las 4.000 libras de las Grandes Horas, sigue siendo una suma bastante alta para un manuscrito incompleto. Según Meiss, el manuscrito permaneció en posesión de la Corona francesa en París luego de 1416, estando en la ciudad durante el asedio de 1420 y su liberación en 1436.

### Terminación de la obra
Según el historiador del arte italiano Luciano Bellosi, el manuscrito fue completado por un pintor que lo habría intervenido en la década de 1440. Las miniaturas de los meses de marzo, junio, septiembre, octubre y diciembre fueron realizadas y completadas en esta época, lo que se advierte por la presencia de algunos trajes típicos de mediados del siglo XV. A su vez, se advierten algunas adiciones de estilo eyckiano presentes en las ilustraciones de las Letanías de San Gregorio (f. 71v-72). La presencia de un pintor intermedio anterior a la mitad del siglo ha sido consensuado por la historiografía moderna. Según Bellosi, este pintor habría vivido en el séquito real o círculo cercano de Renato de Anjou, cuñado de Carlos VII de Francia; y su estilo eyckiano se relaciona fuertemente con el autor del manuscrito vienés Livre du cœur d'Amour épris, encargado por Renato. Desde entonces, se suele atribuir a Barthélemy Van Eyck, pintor oficial del rey de Provenza, las modificaciones en el manuscrito. Para Nicole Reynaud, la representación de los perros en el mes de diciembre, con espuma en la boca, sería casi la firma del artista.
Sin embargo, esta atribución a Van Eyck ha sido criticada por varios especialistas. Este es el caso de, por ejemplo, la historiadora del arte británica Catherine Reynolds, para quien el estilo de las adiciones de este pintor intermedio no correspondería a Van Eyck, sino que estarían más cercanas al llamado "Maestro de Dunois". Una escena agrícola del mes de octubre en un manuscrito de Oxford y una Presentación en el templo de las Horas de Dunois son similares a las adiciones en Las muy ricas horas; las que al ser realizadas entre 1436 y 1440, fecharían las modificaciones del manuscrito a finales de la década de 1430. Se añade que Van Eyck, recién activo desde 1444, no pudo haber tenido en sus manos el manuscrito, según Reynolds.
Para la historiadora del arte Inès Villela-Petit, este problema de datación se explica por el hecho que los dibujos del calendario ya habían sido dibujados en gran parte por los hermanos Limbourg, pero sin colorear. Por lo tanto, el maestro de Dunois habría visto estos dibujos para lograr sus propias miniaturas entre los años 1436 y 1440, no adicionando los esquemas realizados por Van Eyck después de 1440. Esta hipótesis justificaría la intervención del pintor, que habría trabajado por petición de Carlos VII, propietario de la obra, mientras el rey se alojaba en Saumur en 1446, con su primo Renato.
En la década de 1480, el manuscrito pasó a posesión de Carlos I de Saboya, sobrino de Luis XI de Francia, quien lo regaló a su familia. Para Reynaud, fue Carlota de Saboya, esposa de Luis, la que mantuvo la propiedad del manuscrito hasta su muerte en diciembre de 1483. El inventario de sus pertenencias tras su muerte, destaca la mención imprecisa de un libro de horas que podría corresponder a Las muy ricas horas, y que ella legó a su sobrino Carlos. Es este quien, según un texto de agosto de 1485, le pidió al pintor berrichón Jean Colombe terminar el libro; el cual más tarde lo completó en su estudio en Bourges, con la inclusión o terminación de 27 miniaturas grandes y 40 pequeñas. En junio de 1486, Carlos recompensó al pintor otorgándole una pensión anual de 100 escudos.

### Viaje final
La historia del manuscrito se torna oscura luego de 1486. A la muerte de Filiberto II de Saboya, descendiente de Carlos I, su viuda Margarita de Austria abandonó Saboya y viajó a los Países Bajos, llevándose consigo quince libros de la biblioteca ducal. Según Paul Durrieu, un inventario de la capilla de Margarita en Malinas en 1523, detalla la presencia de un manuscrito de horas, que sería el texto de los hermanos Limbourg. Posteriormente, el texto habría pasado al soldado italiano Ambrosio Spinola, que sirvió a la Corona española en los Países Bajos hasta su muerte, en 1630. Es por ello que, tras su fallecimiento, sus enseres fueron devueltos a su familia en Génova y se advierte que una de las encuadernaciones presenta el escudo de armas de Spinola. De acuerdo con Raymond Cazelles, el manuscrito permaneció en manos de la Casa de Saboya en el transcurso del siglo XVI, viajando desde Chambéry hasta Turín. En 1720, Víctor Amadeo II de Saboya donó el manuscrito a la Biblioteca Real de Turín, lo que ha llevado a Cazelles a conjeturar que el libro de horas ya no volvió a salir de esa ubicación hasta entonces.
El último viaje del manuscrito ocurrió en el siglo XIX. Para entonces, el marqués Gerome de Serra lo había heredado del barón Félix de Margherita, y dispuso su venta en 1855. Advertido por el bibliófilo italiano y bibliotecario asistente del Museo Británico Anthony Panizzi, Enrique de Orleans, duque de Aumale, decidió comprarlo por la suma de 18 000 francos. Viajó con el texto a Inglaterra, donde se encontraba exiliado, para volver con este a Francia en 1871, al Palacio de Chantilly. Debido a una disposición del conde antes de morir en 1897, el texto no puede salir de la finca, donde actualmente existe el Museo Condé.

## Composición del manuscrito
El libro contiene 206 folios, de 21 cm de ancho por 29 cm de alto, divididos en 31 secciones encuadernadas. Los folios están hechos de una hoja muy fina de vitela doblada en dos, formando dos hojas de cuatro páginas. Cada sección fue dispuesta probablemente al iniciarse el libro, con cuatro de estas hojas dobles, o dieciséis páginas. Solo 20 de las 31 secciones aun siguen esa forma, mientras que las otras 11 se han reducido o aumentado. El manuscrito tiene 66 miniaturas grandes que cubren la totalidad del folio y que dejan solo tres a cuatro líneas de texto; y 65 pequeñas, insertadas en una de las dos columnas del texto.

### Organización actual del manuscrito
El libro de horas se distribuye de la siguiente manera (las obras cuyos títulos están en negrita son las ilustraciones de la columna de la derecha):
| Capítulo                           | Secciones | Folios                                     | Número de miniaturas | Ejemplo de miniatura                                                                        |
| ---------------------------------- | --------- | ------------------------------------------ | --- | ------------------------------------------------------------------------------------------- |
| Calendario                         | 1 a 3     | 1 a 12                                     | 12 miniaturas grandes (1 por mes) más 1 miniatura especial (L'Homme anatomique) |                                                                                             |
| Cuatro pericopas de los Evangelios | 4         | 17 a 19                                    | 2 grandes (Saint Juan en Patmos, El Martirio de san Marcos) y 2 pequeñas (San Lucas, San Mateo) |                                                                                             |
| Oración a la Virgen                | 4         | 20 al reverso de la 25                     | 3 pequeñas (La Virgen y el Niño, La Sibila y El Emperador Augusto) y 1 miniatura especial (Adán y Eva expulsados del paraíso) |                                                                                             |
| Las Horas de la Virgen             | 6 a 10    | 26 al reverso de la 63                     | 10 miniaturas grandes (La Anunciación, El Bautismo de san Agustín, La Visitación, La Natividad, El Anuncio a los pastores, Escenas de la huida a Egipto, La Coronación de la Virgen), 3 miniaturas especiales (La Reunión de los reyes magos, La Adoración de los reyes magos, La Purificación de la Virgen) y 34 pequeñas |                                                                                             |
| Los Salmos penitenciales           | 10 a 11   | 64 al anverso de la 71                     | 1 miniatura especial (La Caída de los ángeles rebeldes) y 7 miniaturas pequeñas (Imploración en el ensayo, La Confesión liberada del pecado, Oración en la angustia, Miserere, Oración en la desgracia, De Profundis, Suplicación humilde) |                                                                                             |
| La Grande Letanía                  | 11        | Reverso de la 71 verso al reverso de la 74 | 2 miniaturas grandes (Procesión de san Gregorio, en 2 folios) |                                                                                             |
| Las Horas de la cruz               | 11 a 12   | 75 al reverso de la 78                     | 1 miniatura grande (El Cristo de la misericordia) |                                                                                             |
| Las Horas del Espíritu Santo       | 12        | 79 al reverso de la 81                     | 1 miniatura grande (Pentecostés) |                                                                                             |
| El Oficio de los difuntos          | 12 a 16   | 82 a 108                                   | 5 miniaturas grandes (Job en el estiércol, Los Obsequios de Raymond Diocrès, El Caballero de la muerte, Acción de gracias en peligro de muerte, Miserere), 1 miniatura especial (El Infierno), 9 pequeñas (Himno de acción de gracias, Himno a la ayuda de Dios, Oración por los justos perseguidos, Oración ante el peligro, Cerca de Dios no hay peligro, Acción de gracias por ayuda concedida, Lamento de los levitas exiliados, Himno de acción de gracias, El Cántico de Ezequías) |                                                                                             |
| El Oficio de la semana             | 17 a 21   | 109 a 140                                  | 7 miniaturas grandes (Domingo - El Bautismo de Cristo, Lunes - El Purgatorio, Martes - El Envío de los Apóstoles, Miércoles - El Paraíso, Jueves - El Santísimo Sacramento, Viernes - La Exaltación de la Cruz, Sábado - La presentación de la Virgen en el templo) y 1 miniatura especial (El Plano de Roma) |                                                                                             |
| Las Horas de la Pasión             | 22 a 24   | 142 al reverso de la 157                   | 9 miniaturas grandes (El Arresto de Jesús (Ego Sum), Cristo conducido a la casa del juez, La Flagelación, La Salida del pretorio, Llevando la cruz, La Crucifixión, Las Tinieblas, La Deposición de la cruz, El entierro) y 4 pequeñas (Salmo imprecatorio, Sufrimientos y esperanzas de los justos, Lamentación, En medio de los leones) |                                                                                             |
| Las Horas del año litúrgico        | 25 a 31   | 158 al reverso de la 204                   | 12 miniaturas grandes (La Misa de Navidad, Primer domingo de Cuaresma - La tentación de Cristo, Segundo domingo de Cuaremas - El cananeo, Tercer domingo de Cuaresma - La Curación de los poseídos, Cuarto domingo de Cuaresma - La Multiplicación de los panes, Domingo de la Pasión - La Resurrección de Lázaro, Domingo de Ramos - La Entrada de Cristo a Jerusalén, Domingo de Pascua - La Resurrección, Fiesta de la Ascensión - La Ascensión, La Exaltación de la cruz, Fiesta del arcángel - El Monte Saint-Michel, El Martirio de san Andrés) y 6 miniaturas pequeñas (Pentecostés, La Trinidad - Cristo bendiciendo al mundo, Corpus Christi - La Comunión de los apóstoles, Fiesta de la Virgen - Virgen y el Niño, Día de los Santos - La Bendición del papa, Día de los difuntos - La Misa de los difuntos) | Le Christ, debout sur son tombeau accompagné d'un ange et entourés de ses gardiens atterrés |

En su estado actual, el manuscrito se encuentra incompleto: carece de maitines y laudes en el ciclo de la Pasión. Además de estas miniaturas, hay letras capitales al comienzo de cada oración y frases en el pie de página, así como letras capitales grandes al comienzo de cada oración o salmo, acompañadas de decoraciones de flores y follaje que separan columnas de texto o decoran los márgenes. Las ocho miniaturas pendientes son probablemente páginas pintadas fuera del marco del manuscrito y añadidas a posteriori a las secciones.

### Etapas de elaboración del manuscrito
El análisis de las miniaturas, su estilo y sus formas permitió a Millard Meiss junto a Raymond Cazelles proponer un esquema cronológico sobre la elaboración del manuscrito, donde Meiss logró distinguir a 13 artistas distintos. Más tarde, un nuevo análisis llevado a cabo por Patricia Stirnemann,
permitió diferenciar a 27 artistas. Según su análisis, corresponderían a:
- 5 copistas
- 9 iluminadores de letras capitales pequeñas y término de líneas al comienzo y final de cada oración
- 8 pintores de los márgenes de las páginas o de letras capitales decoradas e historiadas al comienzo de cada capítulo
- 5 miniaturistas

Contrariamente a la percepción inicial, el manuscrito no es el resultado de un programa establecido de antemano y dirigido por un maestro según instrucciones preestablecidas. Fruto de la muerte de los Limbourg y las constantes traslaciones de Las muy ricas horas, el resultado es fruto de varias artistas, contextos, cambios y retoques.
| Período                                     | Secciones o folios concernientes                                                    | Artistas / artesanos | Miniaturas | Ejemplo de miniatura                                                                  |
| ------------------------------------------- | ----------------------------------------------------------------------------------- | --- | --- | ------------------------------------------------------------------------------------- |
| Primer grupo (entre 1411 y 1416)            | Secciones 4, 6 a la 11, 25 a la 29 y folio 198 (anverso y reverso) de la sección 30 | Letras capitales de los hermanos Limbourg, el Maestro del Breviario de Juan sin Miedo y el Maestro del Iris; 4 iluminadores de letras capitales pequeñas y de términos de línea; 13 miniaturas por los hermanos Limbourg | San Juan en Patmos (f.17), Martirio de san Marcos (f.19), La Virgen, La Anunciación (f.26), La Visitación (f.38v), La Natividad (f.44v), El Anuncio a los pastores (f.48), La Tentación de Cristo (f.161v), La Curación de los poseídos (f.166r), La Multiplicación de los panes (f.168), La Resurrección de Lázaro (f.171), La Entrada de Cristo a Jerusalén (f.173v), La Exaltación de la Cruz (f.193r), El Monte Saint-Michel (f.195) | La vierge à un pupitre et l'ange Gabriel dans un bâtiment gothique                    |
| Segundo grupo (entre 1411 y 1416)           | Secciones 10, 12 a la 24, 27 a la 28, 30 a la 31                                    | 5 nuevos iluminadores de letras iniciales pequeñas y término de líneas, 2 nuevos pintores iniciales: el Pseudo-Jacquemart (secciones 10, 17, 18, 23 y 24) y el Maestro de Sarrasin y los hermanos Limbourg en 14 miniaturas grandes (que incluyen las realizadas a página completa y las especiales)                             | La Reunión de los reyes magos (f.51v), Adoración de los magos (f.52), Presentación en el Templo (f.54), La Coronación de la Virgen (f.60v), La Caída de los ángeles rebeldes (f.64v), El Infierno (f.108), El Plano de Roma (f.141), Ego Sum (f.142), Cristo conducido a la casa del juez (f.143), La Flagelación (f.144), La Salida del pretorio (f.146v), Llevando la cruz (f.147), Las Tinieblas (f.153), La Deposición de la cruz (f.156v), y posiblemente Adán y Eva expulsados del paraíso (f.25v) y L'Homme anatomique (f.14v)                                                                                       | Le Christ, entouré des larrons, descendu de la croix, la Vierge et saint Jean au pied |
| Tercer grupo (entre 1411 y 1416)            | Secciones 1 a la 3, 11, 13, 24 a la 25, 28 (en gran parte, sin terminar)            | 1 nuevo iluminador, 1 pintor en los márgenes: el Maestro de Bedford (f.86v, 152v, 158, 182), y 3 pintores de letras capitales: el Maestro KL de enero (f.1, 2, 5, 6, 7), el Maestro KL de agosto (f.8 al 12) y el Maestro KL de marzo y abril y la realización de 12 miniaturas, total o parcialmente, por los hermanos Limbourg | Enero, Febrero, Marzo (en gran parte), Abril, Mayo, Junio (en parte), posiblemente Julio, Agosto, Octubre, Diciembre (parcialmente) y la realización de los dibujos de Los Obsequios de Raymond Diocrès (f.86v) y La Misa de Navidad (f.158) | Scène de funérailles dans une église, scène des 3 morts et des 3 vifs en dessous      |
| Pintor intermedio (¿década de 1440?)        | Secciones 1 a 3                                                                     | El Pintor intermedio: suele ser identificado con Barthélemy van Eyck (finalización de los meses del calendarios y algunas otras adiciones) | Marzo, Junio, Septiembre, Octubre y Diciembre, y algunas adiciones a los personajes de las Letanías de san Gregorio (f.71v-72) | Les Très Riches Heures du duc de Berry#Septembre, folio 9v                            |
| Por orden del duque de Saboya (1485 a 1486) | Secciones 6 (miniaturas pequeñas), 9 a la 15, 17 a la 20, 23 a la 31 (parcialmente) | Jean Colombe (realización de 27 miniaturas grandes y 40 pequeñas) | Entre otras: El Cristo de la misericordia (f.75), Pentecostés (f.79), Job en el estiércol (f.82), El Caballero de la muerte (f.90), Acción de gracias en peligro de muerte (f.95), Miserere (f.100), El Bautismo de Cristo (f.109), El Purgatorio (f.113), El Envíode los Apostóles (f.122), El Paraíso (f.126), Los Santos Sacramentos (f.129v), La Exaltación de la Cruz (f.133), La Presentación de la Virgen en el templo (f.137), El Entierro (f.157), En medio de los leones (f.157v), La Misa de Navidad (cambios de color, f.158), La Resurrección (f.182), La Ascensión (f.184), El Martirio de san Andrés (f.201) | Saint André crucifié sur une croix en X devant une foule                              |

Los pintores de letras capitales y bordes han sido mencionados por Stirnemann por nombres convencionales para distinguirlos o aproximarlos a otros pintores de manuscritos. Por lo tanto, el Maestro del Breviario de Juan sin Miedo se aproxima al pintor del breviario realizado para Juan I de Borgoña entre 1413 y 1415. El Maestro de Iris lleva el nombre del dibujo de un iris inacabado en el folio 26. El Pseudo-Jacquemart suele ser identificado con Jean Petit, pintor y colaborador de Jacquemart de Hesdin, autor de la mayoría de las miniaturas, letras capitales y drolerías de Las Grandes Horas. El Maestro de Sarracín es nombrado en el folio 65 original. El Maestro de Bedford es identificado con Haincelin de Haguenau, pintor de las Horas de Bedford entre 1414 y 1415. Los Maestros KL son nombrados por las iniciales "K" y "L" en el texto de los calendarios. El Maestro KL de enero se asimila a un colaborador del Maestro de Bedford en el libro de horas realizado por este, y cuyos márgenes realizó; el de agosto se asemeja al pintor de varios márgenes de las Horas Lamoignon; y el de marzo y abril tiene similitudes con un manuscrito de la Biblioteca Bodleiana.
|                                          |
| Iris inacabado, Maestro del Iris, f.26r. |

|                                               |
| Letra capital del Maestro de sarrasin, f.65r. |

|                                                  |
| Letras capitales KL en el texto de agosto, f.9r. |

|                                                 |
| Letras capitales KL en el texto de marzo, f.4r. |